# Прихід Місяця
«Прихід Місяця» («Приход Луны») — радянський художній фільм 1987 року, знятий режисером Юрієм Швирьовим на кіностудії Кіностудії ім. М. Горького.

## Сюжет
Через нелітну погоду гімнастка Катя Прохорова, вирушаючи на міжнародні змагання, опиняється у рідному містечку Разлельську і, прийшовши до школи, де колись навчалася, знайомиться з молодим учителем співу та закохується у нього. Через кілька днів вона їде, а повернувшись зі змагань, зізнається йому, що покохала іншого. Минає час. Вчитель співу стає відомим композитором, але не перестає любити та чекати на Катю.

## У ролях
- Олександр Овчинников — Петро Федорович Калошин
- Оксана Єфімова — Катя Прохорова, художня гімнастка
- Єлизавета Плаксіна — Саша Маношина
- Людмила Іванова — Іраїда Сергіївна, директор школи
- Світлана Харитонова — Степаніда
- Неллі Вітепаш — Альбіна Василівна, представник спорткомітету
- Вікторія Верберг — Люда, племінниця Степаніди
- Борис Чунаєв — Єгор Єгорович, дядько Єгор, тренер
- Олексій Ванін — роль другого плану
- Наталія Величко — Світлана Володимирівна
- Вікторія Зіменкова — епізод
- Василь Попов — завуч
- Василь Єрмаков — епізод
- Костянтин Толстов — епізод
- Н. Андрєєвцева — епізод
- Валерій Трошин — епізод
- А. Акімов — епізод
- В. Сухінін — епізод

## Знімальна група
- Режисер — Юрій Швирьов
- Сценаристи — Євген Габрилович, Олексій Габрилович
- Оператор — Володимир Архангельський
- Композитор — Богдан Троцюк
- Художник — Альфред Таланцев